# كأس القارات لكرة السلة 1983
كأس القارات لكرة السلة 1983 (بالإسبانية: Copa Intercontinental FIBA 1983)‏ هو الموسم 16 من  كأس القارات لكرة السلة. أشرف على تنظيمه الاتحاد الدولي لكرة السلة، وكان عدد الأندية المشاركة فيه  6، وفاز فيه أوبراس سانيتارياس.